# Calycella terrestris
Calycella terrestris är en svampart som först beskrevs av Jean Louis Emile Boudier, och fick sitt nu gällande namn av Le Gal 1938. Calycella terrestris ingår i släktet Calycella och familjen Helotiaceae.   Inga underarter finns listade i Catalogue of Life.